# Dikonop II
Dikonop II est un village de la région du Centre du Cameroun, situé dans la commune de Dibang. 

## Population et développement
En 1962, la population de Dikonop II était de 216 habitants. La population de Dikonop II était de 266 habitants dont 134 hommes et 132 femmes, lors du recensement de 2005.     